# Кластер (фізика)
Кла́стер — нове структурне утворення (зокрема фазове, сегрегаційне тощо) у багатоелементній системі (атомній, молекулярній, кристалічній, зернуватій), виникнення, подальше формування або зникнення якого визначається взаємодією внутрішніх особливстей існуючої структури системи із зовнішніми чинниками.